# Dactylothyrea comoroensis
Dactylothyrea comoroensis är en tvåvingeart som beskrevs av Curtis W. Sabrosky 1979. Dactylothyrea comoroensis ingår i släktet Dactylothyrea och familjen fritflugor. Inga underarter finns listade i Catalogue of Life.